# Juan Ignacio Basaguren
Juan Ignacio Basaguren García (21 de juliol de 1944) és un exfutbolista mexicà.

## Selecció de Mèxic
Va formar part de l'equip mexicà a la Copa del Món de 1970.